# Serra da Joaninha
Serra da Joaninha är en kulle i Brasilien.   Den ligger i kommunen Quiterianópolis och delstaten Ceará, i den östra delen av landet, 1 400 km nordost om huvudstaden Brasília. Toppen på Serra da Joaninha är 525 meter över havet, eller 18 meter över den omgivande terrängen. Bredden vid basen är 0,50 km.
Terrängen runt Serra da Joaninha är huvudsakligen lite kuperad.Runt Serra da Joaninha är det glesbefolkat, med 19 invånare per kvadratkilometer..
Omgivningarna runt Serra da Joaninha är huvudsakligen savann.